# Коюкук (Аляска)
Коюкук (англ. Koyukuk) — місто (англ. city) в США, у зоні перепису населення Юкон-Коюкук штату Аляска. Населення — 98 осіб (2020).

## Історія
Територія, де розташоване місто, є історичними землями проживання атапаських племен, які кочували тут у пошуках дичини. На річці Юкон між гирлами річок Коюкук та Ноуітна розташовувалося 12 літніх таборів для рибного промислу. Після Купівлі Аляски США провели уздовж північного берега річки Юкон телеграфну лінію, а Коюкук спочатку було лише телеграфною станцією. В 1880-і роки Коюкук вже функціонує як торговий пункт, якраз перед золотою лихоманкою 1884-85 років. Пароплави, що йдуть по Юкону, постачали старателів необхідним продовольством. 1900 року внаслідок епідемії кору і браку продовольства населення регіону скоротилося на третину.
Перша школа у Коюкуці була відкрита 1939 року.

## Географія
Місто розташоване на березі річки Юкон, недалеко від місця впадання в неї річки Коюкук, за 50 км на захід від міста Галіна і за 467 км від Фербанкса. До міста примикають території національних резерватів природи Коюкук та Інноко.
Найнижча будь-коли зафіксована температура:-53 °C; найвища: +33 °C.
Коюкук розташований за координатами 64°54′8″ пн. ш. 157°41′39″ зх. д. / 64.90222° пн. ш. 157.69417° зх. д. (64.902278, -157.694303). За даними Бюро перепису населення США в 2010 році місто мало площу 14,80 км², з яких 14,51 км² — суходіл та 0,29 км² — водойми.

## Демографія

### Перепис 2010
Згідно з переписом 2010 року, у місті мешкало 96 осіб у 42 домогосподарствах у складі 24 родин. Густота населення становила 6 осіб/км². Було 54 помешкання (4/км²).
Расовий склад населення:
| - 96,9 % — корінних американців - 1,0 % — білих |

До двох чи більше рас належало 2,1 %. Частка іспаномовних становила 0,0 % від усіх жителів.
За віковим діапазоном населення розподілялося таким чином: 28,1 % — особи молодші 18 років, 61,5 % — особи у віці 18—64 років, 10,4 % — особи у віці 65 років та старші. Медіана віку мешканця становила 31,5 року. На 100 осіб жіночої статі у місті припадало 104,3 чоловіків; на 100 жінок у віці від 18 років та старших — 102,9 чоловіків також старших 18 років.
Середній дохід на одне домашнє господарство становив 26 669 доларів США (медіана — 17 083), а середній дохід на одну сім'ю — 27 076 доларів (медіана — 20 625). За межею бідності перебувало 46,3 % осіб, у тому числі 55,6 % дітей у віці до 18 років та 57,1 % осіб у віці 65 років та старших.
Цивільне працевлаштоване населення становило 19 осіб. Основні галузі зайнятості: публічна адміністрація — 36,8 %, освіта, охорона здоров'я та соціальна допомога — 36,8 %, транспорт — 21,1 %.

### Перепис 2000
За даними переписом 2000 року населення міста становило 101 особа. Густота населення — 6,2 чол/км. Расовий склад: корінні американці — 91,09 %; білі — 8,91 %. Частка осіб у віці молодше 18 років — 34,7 %; осіб від 18 до 24 років — 8,9 %; від 25 до 44 років — 36,6 %; від 45 до 64 років — 12,9 % і старше 65 років — 6,9 %. Середній вік населення — 30 років. На кожні 100 жінок припадає 98,0 чоловіків; на кожні 100 жінок у віці старше 18 років — 144,4 чоловіків.
З 39 домашніх господарств в 41,0 % — виховували дітей віком до 18 років, 30,8 % представляли собою подружні пари, які спільно проживають, в 20,5 % сімей жінки проживали без чоловіків, 35,9 % не мали родини. 35,9 % від загального числа сімей на момент перепису жили самостійно, при цьому 5,1 % склали самотні літні люди у віці 65 років та старше. В середньому домашнє господарство ведуть 2,59 осіб, а середній розмір родини — 3,32 осіб.
Середній дохід на спільне господарство — $19 375; середній дохід на сім'ю — $31 250. Середній дохід на душу населення — $11 341. Близько 20,8 % родин і 35,1 % мешканців живуть за межею бідності, включаючи 53,8 % осіб молодше 18 років і 33,3 % осіб старше 64 років.

## Транспорт
- Місто обслуговується аеропортом Коюкук.